# Alforque
Alforque är en kommun i Spanien.   Den ligger i provinsen Provincia de Zaragoza och regionen Aragonien, i den östra delen av landet, 290 km öster om huvudstaden Madrid.